# نبردناو کلاس کوئین الیزابت
نبردناو کلاس کوئین الیزابت (به انگلیسی: Queen Elizabeth-class battleship) یک کلاس از پنج نبردناو نیروی دریایی بریتانیا بود که در دهه ۱۹۱۰ ساخته شدند. از نبردناوهای این کلاس به عنوان نخستین «نبردناوهای سریع» یاد می‌شود. این نبردناو در هر دو جنگ جهانی به خدمت پرداختند.

## ویژگی‌ها

### ابعاد و وزن
در طراحی اولیه، طول کلی ۶۳۹ فوت ۹ اینچ (۱۹۵ متر) با طول خط آب ۶۳۴ فوت ۶ اینچ (۱۹۳٫۴ متر)، عرض ۹۰ فوت ۶ اینچ (۲۷٫۶ متر) و میانگین آبخور در بارگیری معمول ۲۸ فوت ۹ اینچ (۸٫۸ متر) بود. به هر صورت ابعاد نهایی کشتی‌های مختلف کلاس با این مقادیر اسمی کاملا مغایرت داشت. این کلاس ارتفاع متاسنتریک زیادی داشت که بیشتر از کلاس‌های پیشین بود. این ویژگی باعث پایداری کشتی‌های آن می‌شد. مازه‌های شکم کشتی به گونه‌ای نصب شدند که سرعت غلطیدن کشتی را کاهش دهد.
وزن معمول در طراحی ۲۷٬۵۰۰ تن بود اما در طول حیات کشتی‌ها افزایش یافت و مخصوصا پس از افزایش زره آن‌ها، به بیش از ۲۹٬۰۰۰ تن رسید. وزن بارگیری کامل در طراحی ۳۳٬۰۰۰ تن بود‌.

### تسلیحات
مهم‌ترین تفاوت ظاهری این کلاس با کلاس پیشین، کلاس آیرون دوک، حذف شدن برجک Q در میانه کشتی بود که قوس آتش را محدود می‌کرد. به هر صورت با افزایش کالیبر توپ‌های اصلی از ۱۳٫۵ اینچ (۳۴۳ میلیمتر) به ۱۵ اینچ (۳۸۱ میلیمتر)، توان آتش پهنای کشتی اصلاً کاهش نیافت. هشت توپ ۱۵ اینچی گلوله‌هایی مجموعاً با وزن ۱۵٬۳۶۰ پوند (۶٬۹۶۷ کیلوگرم) شلیک می‌کردند؛ درحالیکه وزن گلوله‌های شلیک شده از ده توپ ۱۳٫۵ اینچی ۱۴٬۰۰۰ پوند (۶٬۳۵۰ کیلوگرم) بود. برجک‌های اصلی قابلیت بالا بردن توپ‌ها تا زاویه ۲۰ درجه را داشتند و می‌توانستند گلوله‌ها را حداکثر تا برد ۲۳٬۴۰۰ یارد (۲۱٫۴ کیلومتر) شلیک کنند. توپ بهبود یافته ۱۵ اینچی Mk I/N که هنگام بازسازی در اواخر دهه ۱۹۳۰ بر روی کوئین الیزابت، وارسپایت و وَلیِنت نصب شد، زاویه بالا آمدن توپ را به ۳۰ درجه افزایش داد.

### پیش‌ران

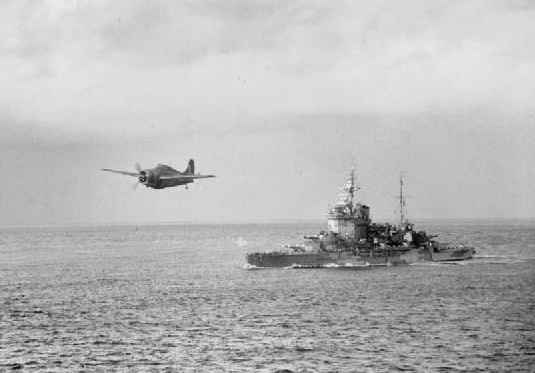
اچ‌ام‌اس ولینت در نزدیکی سالرنو، ایتالیا، ۱۹۴۳

در قسمت پیش‌ران تنها از نفت به جای زغال‌سنگ یا حالت ترکیبی، به عنوان سوخت استفاده شد. این مسئله موجب افزایش زیاد توان اسب بخار برای رساندن سرعت به ۲۵ گره گشت. چهار میل کاردان در جلو و عقب دارای توربین‌های پر فشار بودند و در جلو و عقب به میل کاردان‌ها و توربین‌های کم‌فشار اطراف و میل کاردان‌های مرکزی اتصال داشتند. کشتی‌های این کلاس در ابتدا با دو دودکش ساخته شدند. این ویژگی منحصر به فرد در دگرگونی‌های مختلف در طول خدمت کشتی‌ها تغییر کرد. هر دودکش به دوازده دیگ بخار که در چهار اتاقک قرار داشتند، متصل بود. دیگ‌ها بخار را با فشار کاری ۱۷۵ پوند (۷۹٫۴ کیلوگرم) وارد توربین‌ها می‌کردند. فشار کاری دیگ‌های بخار ۲۳۵ پوند (۱۰۶٫۶ کیلوگرم) بود. برهم و ولینت دارای دیگ‌های بخار یَرو و توربین‌های براون-کورتیس بودند؛ درحالیکه سه کشتی دیگر از دیگ‌های بخار بابوک و ویلکاکس و توربین‌های پارسونس استفاده می‌نمودند. کلاس کوئین الیزابت نخستین کلاس نبردناوهای سریع نیروی دریایی بریتانیا بود. مجموع توان طراحی ۵۶٬۵۰۰ اسب بخار کشتی برای سرعت ۲۳ گره و توان سرریز ۷۵٬۰۰۰ اسب بخار کشتی برای سرعت ۲۵ گره بود. در آزمایش‌ها همه کشتی به توان بین ۷۱٬۰۰۰ تا ۷۶٬۵۰۰ اسب بخار کشتی دست یافتند که آن‌ها را با وجود افزایش وزن به سرعت ۲۴ گره رساند. این میزان در هنگام بازسازی به ۸۰٬۰۰۰ اسب بخار کشتی رسید تا کشتی‌ها بتوانند حداکثر سرعت خود را حفظ نمایند. حداکثر ظرفیت ۳۴۰۰ تن سوخت وجود داشت اما معمولاً به ۲۸۰۰ تن محدود می‌شد. این مقدار در بارگیری معمول تنها شامل ۶۵۰ تن سوخت می‌گردید.
در سرعت ۱۰ گره کشتی‌ها دارای برد ۴۵۰۰ مایل دریایی بودند.

### محافظت
کلاس یک کمربند زرهی اصلیِ خط آب به ضخامت ۱۳ اینچ (۳۳۰ میلیمتر) داشت که بین جایگاه توپ‌ها کشیده شده بود. ضخامت این کمتر در طول عرشه اصلی به ۸ اینچ (۲۰۳ میلیمتر) و ۶ اینچ (۱۵۲ میلیمتر) کاهش میافت. جایگاه توپ‌ها در عرشه بالایی با زرهی به ضخامت ۷ اینچ (۱۷۸ میلیمتر) تا ۱۰ اینچ (۲۵۴ میلیمتر) و در عرشه میانی با زره ۴ اینچ (۱۰۲ میلیمتر) تا ۶ اینچ (۱۵۲ میلیمتر) محافظت می‌شد. دیوارپوش‌ها ضخامت ۶ اینچ (۱۵۲ میلیمتر) یا ۴ اینچ (۱۰۲ میلیمتر) داشتند. برجک هدایت از محافظت ۱۱ اینچ (۲۷۹ میلیمتر) برخوردار بود. برجک‌های تسلیحات اصلی نیز محافظت ۱۱ اینچ (۲۷۹ میلیمتر) در اطراف داشتند که در جلو به ۱۳ اینچ (۳۳۰ میلیمتر) می‌رسید. زره سقف برجک‌های اصلی ۴٫۵ اینچ (۱۱۴ میلیمتر) تا ۵ اینچ (۱۲۷ میلیمتر) بود. توپ‌های ۶ اینچ (۱۵۲ میلیمتر) در سنگرتوپها با زره ۶ اینچ (۱۵۲ میلیمتر) محافظت می‌گشتند. عرشه سینه‌گاه همانند عرشه میانه کشتی ضخامت ۱ اینچ (۲۵ میلیمتر) داشت. ضخامت عرشه در پشت کشتی به ۱٫۵ اینچ (۳۸ میلیمتر) می‌رسید.

## ساخت
ساخت چهار کشتی نخست در سال‌های ۱۳–۱۹۱۲ صورت گرفت. اچ‌ام‌اس مالایا، کشتی چهارم، هدیه ایالات فدرال مالایا، حاکمیت استعماری بریتانیا در شبه‌جزیره مالایی، بود. کشتی ششم با عنوان آگینکورت برای ساخت در سال‌های ۱۵–۱۹۱۴ برنامه‌ریزی شده بود که با آغاز جنگ جهانی اول لغو گردید.
جزئیات ساخت:
| نام           | سازنده                 | آغاز ساخت      | به آب انداختن  | ورود به خدمت |
| ------------- | ---------------------- | -------------- | -------------- | ------------ |
| کوئین الیزابت | اچ‌ام داکیارد، پورتسموث | ۲۱ اکتبر ۱۹۱۲  | ۱۶ اکتبر ۱۹۱۳  | ژانویه ۱۹۱۵  |
| وارسپایت      | اچ‌ام داکیارد، دونپورت  | ۳۱ اکتبر ۱۹۱۲  | ۲۶ نوامبر ۱۹۱۳ | مارس ۱۹۱۵    |
| برهم          | جان براون، کلایدبنک    | ۲۴ فوریه ۱۹۱۳  | ۳۱ دسامبر ۱۹۱۴ | اکتبر ۱۹۱۵   |
| ولینت         | فِیرفیلد، گوان          | ۳۱ ژانویه ۱۹۱۳ | ۴ نوامبر ۱۹۱۴  | فوریه ۱۹۱۶   |
| مالایا        | آرمسترانگ، السویک      | ۲۰ اکتبر ۱۹۱۳  | ۱۸ مارس ۱۹۱۵   | فوریه ۱۹۱۶   |